# Karaops markharveyi
Espèce
Karaops markharveyi est une espèce d'araignées aranéomorphes de la famille des Selenopidae.

## Distribution
Cette espèce est endémique d'Australie. Elle se rencontre en Australie-Occidentale au Kimberley et au Territoire du Nord dans le parc national Gregory.

## Description
Le mâle holotype mesure 4,09 mm et la femelle paratype 3,10 mm.

## Systématique et taxinomie
Cette espèce a été décrite par Crews en 2023.

## Étymologie
Cette espèce est nommée en l'honneur de Mark Stephen Harvey.

## Publication originale
- Crews, 2023 : « But wait, there’s more! Descriptions of new species and undescribed sexes of flattie spiders (Araneae, Selenopidae, Karaops) from Australia. » ZooKeys, vol. 1150, p. 1-189 (texte intégral).